# Банско (Бугарска)
Банско је град у Републици Бугарској, у југозападном делу земље, седиште истоимене општине Банско у оквиру Благоевградске области.
Банско је познато као важно одредиште зимског туризма у Бугарској. Развоју туризма допринело је и старо очувано језгро Банског у духу балканске народне архитектуре. Банско сада поседује више од 120 објеката различитих категорија за смештај туриста и стазе за скијање дуге 70 километара. Савремено опремљена гондола и комфорни четвороседи омогућавају скијање и вожњу борда и професионалцима и почетницима. Разноврсни туристички садржаји у понуди ски-центра Банско су доступни посетиоцима: терени за голф, тениски терени, стазе за планинарење, јахање коња, фитнес и спа центри као и аутентичне бугарске механе.

## Географија
Положај: Банско се налази у југозападном делу Бугарске. Од престонице Софије град је удаљен 160 km јужно, а од обласног средишта, Благоевграда град је удаљен 40 km југоисточно.
Рељеф: Област Банског се налази у области у високог Пирина, у омањој котлини у горњем току реке Месте а између планина Рила и Родопи. Град је на око 900 метара надморске висине.
Клима: Због знатне надморске висине клима у Банском је оштрији облик континенталне климе са планинским утицајима.
Воде: Поред Банског протиче река Места горњим делом свог тока. Околина града је богата малим водотоцима.

## Историја
Област Банског је првобитно била насељена Трачанима, а после њих овом облашћу владају стари Рим и Византија. Јужни Словени ово подручје насељавају у 7. веку. Од 9. века до 1373. године област је била у саставу средњовековне Бугарске.
Крајем 14. века област Банског је пала под власт Османлија, који владају облашћу пет векова.
1912. године град је постао део савремене бугарске државе. Насеље убрзо постаје средиште окупљања за села у околини, са више јавних установа и трговиштем.

## Становништво
По попису из 2011. године Банско је имало 8.562 становника. Огромна већина градског становништва су етнички Бугари. Остатак су махом Роми. Последњих деценија град губи становништво иако је постао прворазредно туристичко стециште.
Претежна вероисповест месног становништва је православна.

## Галерија
- Банско зими
- Стара кућа у Банском
- Црква Свете Тројице
- Поглед са врха Вихрен на Банско
- Зграда општине